# Лінда Мак-Мен
Лінда Марі Мак-Мен (англ. Linda Marie McMahon, до шлюбу Едвардс; нар. 4 жовтня 1948, Нью-Берн, Північна Кароліна) — американська політична діячка, підприємиця, адміністраторка Управління у справах малого бізнесу (2017—2019).
Одружена з Вінсом Мак-Меном, з яким займається промоцією в реслінгу, керувала компанією WWE із самого її заснування 1980 року. 2009 р. залишила цю посаду.
Губернатор штату Джоді Релл призначив її до Ради освіти Коннектикуту у січні 2009 р. У 2010 та 2012 невдало змагалася за посаду сенатора США.
Адміністраторка Управління у справах малого бізнесу в адміністрації президента США Дональда Трампа з 14 лютого 2017 до 12 квітня 2019.